# Józef Wesołowski
Józef Wesołowski, né le 15 juillet 1948 à Nowy Targ (Pologne) et mort le 27 août 2015 au Vatican, est un prélat catholique polonais, archevêque titulaire de Sléibhte, ayant exercé les fonctions de nonce apostolique.
Accusé d'actes pédophiles, il est rappelé et relevé de ses fonctions le 21 août 2013 puis renvoyé à l'état laïc en avril 2014. Pour le procès pénal, il est arrêté le 23 septembre 2014.

## Biographie
Le 21 mai 1972, Józef Wesołowski est ordonné prêtre à Cracovie, par le cardinal Karol Wojtyla. 
Le 3 novembre 1999, il est nommé archevêque titulaire de Sléibhte et nonce apostolique en Bolivie (en). Il est consacré évêque le 6 janvier 2000, par le pape Jean-Paul II. Ses co-consécrateurs sont Giovanni Battista Re et Marcello Zago.
Le 16 février 2002, il est nommé nonce apostolique au Kazakhstan (en) et au Tadjikistan (en). Le 6 juillet 2002, il est nommé nonce apostolique au Kirghizistan (en) puis, le 6 novembre 2002, en Ouzbékistan (en). 
Le 24 janvier 2008, il est nommé nonce apostolique en République dominicaine (en).
Le 27 août 2015 il meurt, d'un infarctus aigu du myocarde, à 67 ans à Rome.

### Affaire de pédophilie
En 2013, les médias dominicains accusent Józef Wesołowski d'avoir eu des relations tarifées avec des mineurs. Le 21 août 2013, il est alors relevé de ses fonctions par le Saint-Siège.

#### Procès canonique
Le 27 juin 2014, à l’issue de son procès canonique pour détention de matériel pédopornographique et abus sexuels sur mineurs devant la Congrégation pour la doctrine de la foi, une sentence de réduction à l'état laïc est prononcée contre lui. Il dispose alors de deux mois pour déposer un recours. 
Le 25 août, dans une déclaration à la salle de presse, Federico Lombardi signale que Józef Wesołowski a fait appel de la décision dans le délai prescrit.

#### Procès pénal
Le 23 septembre 2014, il est arrêté à son domicile romain par la gendarmerie du Vatican à l'initiative du pape François. Il est alors, à l'issue d'une audience préliminaire, mis en résidence surveillée ; l'état de santé de l'accusé empêchant une forme de détention plus restrictive. Son procès devait avoir lieu le 11 juillet 2015 au Vatican mais il s'est limité à une courte audience formelle et les débats ont été renvoyés à une date ultérieure, en raison de l’absence de l'ancien nonce qui était alors, en effet, hospitalisé en soins intensifs dans un hôpital de Rome. Son décès met un terme au procès.